# Нижньотобольне
Нижньотобо́льне (рос. Нижнетобольное) — село у складі Білозерського району Курганської області, Росія. Адміністративний центр Нижньотобольної сільської ради.
Населення — 393 особи (2010, 495 у 2002).